# Хоанг Ван Тай
Хоанг Ван Тай (в'єт. Hoàng Văn Thái, 1 травня 1915 — 2 липня 1986) — в'єтнамський комуністичний військовий і політичний діяч. Під час Тетського наступу він був найстаршим північнов'єтнамським офіцером в армії Південного В'єтнаму. Він був першим начальником штабу В'єтнамської народної армії, і керівником основних військових сил в Північному В'єтнамі Він був начальником штабу в битві при Дьєнб'єнфу.